# Waka Flocka Flame
Хоакин Малфурс (англ. Joaquin Malphurs; 31 мая 1986, Квинс, Нью-Йорк) — более известный под своим прозвищем Waka Flocka Flame — американский рэпер, подписанный на лейблы 1017 Brick Squad Records и Warner Bros. Представитель сцены южного хип-хопа. Известен своими синглами «Hard in da Paint» и «No Hands». В 2010 году он выпустил свой дебютный альбом Flockaveli. За первую неделю было продано 37,000 копий, что сделало альбом шестым по продаваемости хип-хоп альбомом. Релиз его второго альбома, под названием Triple F Life: Friends, Fans and Family состоялся 12 Июня 2012 года.

## Биография

### Ранние годы
Родился в районе Квинс, Нью-Йорк. В 2001 году его семья обосновалась в Ривердейле, штат Джорджия. Он является сыном Дебры Антни — исполнительного директора So Icey/Mizay Entertainment и по совместительству первого менеджера Gucci Mane. Имя «Waka» дал ему двоюродный брат в честь Медведя Фоззи из семейства кукольных персонажей Маппеты, а «Flocka Flame» «добавил» Gucci Mane. Позировал обнаженным на фото компании PETA, выступив против убийства животных. Надпись на фото гласит: «Ink not Mink» (Чернила не Норка). Похожий дизайн фото был использован для его дебютного альбома Flockaveli. Вака сказал, что знает Gucci Mane с 19 лет.

### 2009—2010:Flockaveli
Вака Флака появился на сцене с успешным синглом «O Let’s Do It» в 2009 году занимавшим 62 позицию в Billboard Hot 100. 16 января 2010 года на рэпера было совершено нападение и он был ранен в руку, серьёзных травм получено не было. Его дебютный альбом Flockaveli был выпущен 5 Октября 2010 года. MTV назвало его восьмым лучшим рэпером 2010-го года. Gucci Mane активно поддерживал Ваку на различных мероприятиях.

### 2011—2012:Ferrari Boyz,Triple F Life: Fans, Friends & Family и микстейпы.
Вака выпустил множество микстейпов в 2011 году и, также совместный альбом под названием Ferrari Boyz с Gucci Mane. Первым синглом с альбома был трек «She Be Puttin On», записанный с Slim Dunkin — лучшим другом Ваки. В студии, во время съёмок клипа на эту песню Slim Dunkin был застрелен. Вака выпустил второй альбом Triple F Life: Fans, Friends & Family 12 июня 2012 года.

### 2013
22 Января 2013 Вака заявил, что закончил свой третий альбом под названием Flockaveli 2. Альбом содержит совместные песни с Timbaland и Wyclef Jean. 5 Февраля 2013 он выпустил микстейп под названием DuFlocka Rant 2, который содержит совместные песни с Gucci Mane, Lil Wayne, French Montana, Ace Hood, Young Scooter и другими артистами.
21 марта 2014 Waka Flocka выпустил микстейп под названием Re-Up. В июле 2014 интервью с XXL Waka Flocka подтвердил, что продюсированием альбома займутся 808 Mafia, Lex Luger, Mike Will Made-It и Black Metaphor. Он также сообщил, новый EDM альбом под названием Turn Up God, будет выпущен в конце 2014 года. 14 июля 2014 Waka Flocka выпустил микстейп под названием I Can’t Rap Vol. 1.
9 февраля 2015 через Twitter Waka Flocka огласил гостей и дату выхода Flockaveli 2: Jay Z, Kanye West, Lil Wayne, Drake и 50 Cent, и огласил дату выпуска альбома — 1 июня 2015 года. 2 марта 2015 Waka Flocka выпустит совместный микстейп с DJ Whoo Kid — Turn Up Godz Tour, на микстейпе приняли участие Future, Howard Stern, Flosstradamus, Casino, Machine Gun Kelly, Neon Dreams, Offset, Cash Out, Bobby V, Gucci Mane, Tony Yayo и Watch The Duck. 1 апреля 2015 Waka Flocka выпустил свой микстейп Salute Me Or Shoot Me 5, среди гостей микстейпа были заявлены Future, Yo Gotti и Juvenile.

## Личная жизнь
Вака имеет афроамериканские, доминиканские, индейские и европейские (включая итальянские) корни.
25 мая 2014 года Малфурс женился на актрисе Тэмми Ривере, также став отчимом её ребенка.

## Дискография
Студийные альбомы 
- 2010: Flockaveli
- 2011: Ferrari Boyz (совместно с Gucci Mane)
- 2012: Triple F Life: Fans, Friends & Family

 Микстейпы 
- 2009: Salute Me Or Shoot Me
- 2009: Twin Towers (with Slim Dunkin)
- 2009: Salute Me Or Shoot Me 2
- 2009: LeBron Flocka James
- 2009: Salute Me Or Shoot Me 2.5
- 2009: Streets R Us (with Travis Porter)
- 2010: True Blood (with Jon Geezy)
- 2010: LeBron Flocka James 2
- 2011: Salute Me or Shoot Me 3 (Hip Hops Outcast)
- 2011: Benjamin Flocka
- 2011: DuFlocka Rant (10 Toes Down)
- 2011: Twin Towers 2 (No Fly Zone)(with Slim Dunkin)
- 2011: LeBron Flocka James 3
- 2011: Lock Out (with French Montana)
- 2012: Salute Me or Shoot Me 4 (Banned from America)
- 2013: DuFlocka Rant 2
- 2013: DuFlocka Rant: Halftime Show
- 2013: DuFlocka Rant 2
- 2013: From Roaches to Rollies
- 2014: Re-Up
- 2014: I Can’t Rap 1
- 2015: The Turn Up Godz Tour
- 2015: Salute Me or Shoot Me 5
- 2015: Flockavelli 1.5
- 2016: LeBron Flocka James 4 (with Young Sizzle)
- 2020: Salute Me Or Shoot Me 7